# Gladioferens symmetricus
Gladioferens symmetricus is een eenoogkreeftjessoort uit de familie van de Centropagidae. De wetenschappelijke naam van de soort is voor het eerst geldig gepubliceerd in 1963 door Bayly.